# Qilang Xiang
Qilang Xiang (kinesiska: 启浪乡, 启浪) är en socken i Kina. Den ligger i den autonoma regionen Xinjiang, i den nordvästra delen av landet, omkring 740 kilometer sydväst om regionhuvudstaden Ürümqi. Antalet invånare är 5 150. Befolkningen består av 2 493 kvinnor och 2 657 män. Barn under 15 år utgör 35 %, vuxna 15-64 år 63 %, och äldre över 65 år 1,0 %.
Genomsnittlig årsnederbörd är 174 millimeter. Den regnigaste månaden är augusti, med i genomsnitt 40 mm nederbörd, och den torraste är december, med 2 mm nederbörd.